# چوب‌پای نواری
چوب‌پای نواری (نام علمی: Cladorhynchus leucocephalus) نام یک گونه از تیره نوک‌خنجریان است.

## نگارخانه

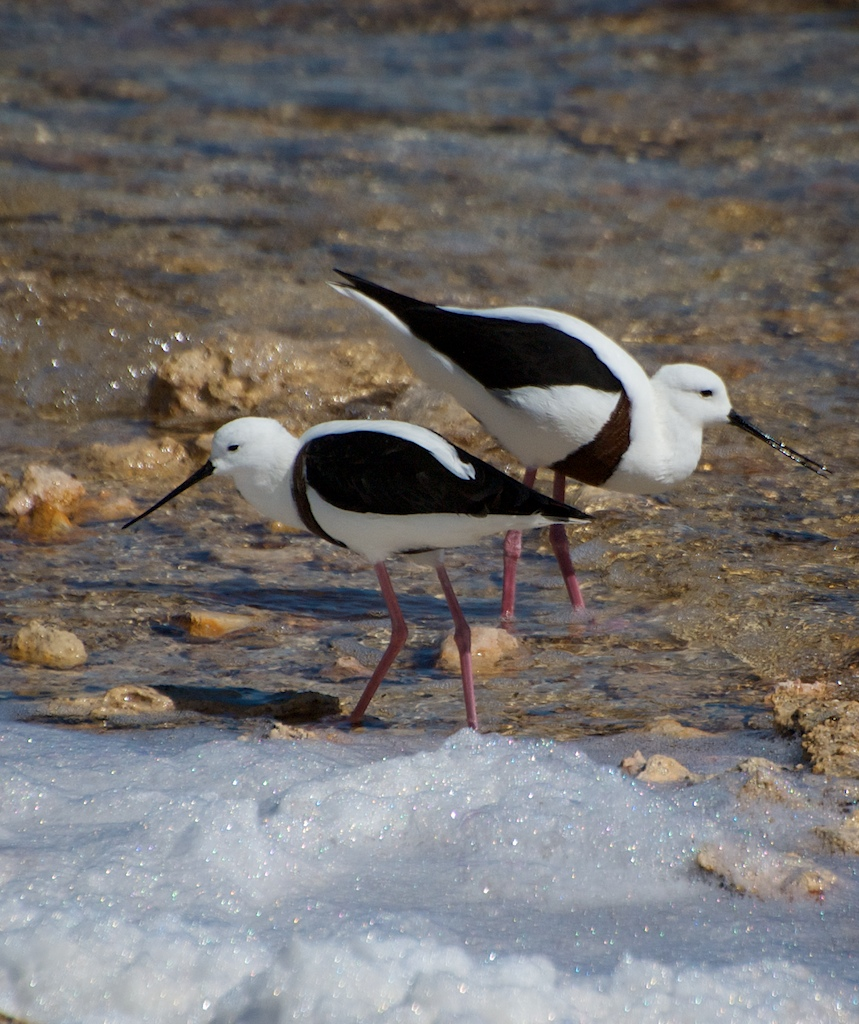